# Estação Place de Clichy
Place de Clichy (algumas vezes Place Clichy) é uma estação das linhas 2 e 13 do Metrô de Paris, localizada no limite do 8.º, do 9.º, do 17.º e do 18.º arrondissements de Paris.

## Localização
A estação está localizada sob a place de Clichy. Ela é servida por duas linhas:
- a linha 2, circular norte de Porte Dauphine para Nation, servindo os boulevards;
- a linha 13, seguindo um eixo norte-sul, das comunas periféricas do subúrbio norte (Asnières-sur-Seine, Gennevilliers e Saint-Denis) até as do subúrbio sul (Châtillon e Montrouge).

Suas plataformas são respectivamente estabelecidas sob o boulevard de Clichy e a avenue de Clichy.

## História
A estação foi aberta em 26 de outubro de 1902 na linha 2 Nord (atual linha 2) da Compagnie du chemin de fer métropolitain de Paris (chamada CMP).
Em 26 de fevereiro de 1911, a estação da linha B (atual linha 13) da Société du chemin de fer électrique souterrain Nord-Sud de Paris (chamada Nord-Sul) foi aberta por sua vez.
Ela deve o seu nome à praça epônima cuja denominação lembra que aí se encontrava o local da barreira de Clichy, às portas da Paris de então delimitada pelo Muro dos Fermiers Généraux.
Em 2008, foi previsto que testes consistindo para instalar portas de plataforma automáticas regulando o acesso aos trens, conduzidos na linha 13 da estação Saint-Lazare, foram também realizados nesta estação. Somente uma marcação no chão era visível, como em certas plataformas no Japão, indicava a localização das portas dos trens com setas apontando para onde sairiam os passageiros, os lados destes delimitando as áreas onde deveriam se colocar aqueles que esperem pelo seu metrô. As fachadas das plataformas foram, depois, estabelecidas e os agentes, de manhã, ajudavam a regular o fluxo de passageiros. A adaptação das plataformas ao importante fluxo diário diário da linha e a sua saturação crônica também exigiram a remoção dos bancos de ripas de madeira disponíveis aos usuários. Foi previsto estender a linha 14 depois de Saint-Lazare a fim de tomar um dos ramais da linha 13 com uma estação intermediária em Place de Clichy, mas este projeto foi definitivamente descartado em favor de um trajeto mais ao oeste.
Em 2011, 9 255 747 passageiros entraram nesta estação. Ela viu entrar 9 356 430 passageiros em 2013, o que a coloca na 21ª posição das estações de metrô por sua frequência.
Como parte da operação "un métro + beau" ("um metrô + bonito"), a estação está em obras de renovação de 22 de janeiro de 2018 a 21 de janeiro de 2020.

## Serviços aos passageiros

### Acessos
A entrada principal está localizada na plataforma central da place de Clichy, que é acessada depois de atravessar a via pública. Os acessos foram feitos em 1900 por Hector Guimard. Os elementos restantes foram inscritos como monumento histórico pelo decreto de 29 de maio de 1978.

### Plataformas
As plataformas das duas linhas são de configuração padrão: duas plataformas laterais por ponto de parada, elas são separadas pelas vias de metrô situadas ao centro e a abóbada é elíptica.
A estação da linha 2 está disposta em estilo "Andreu-Motte" com uma rampa azul luminosa, tímpanos e saídas de corredores em telhas planas azuis e assentos de estilo "Motte" de cor azul. Estas disposições são casadas com telhas brancas biseladas que recobrem a abóbada e os pés-direitos. Os quadros publicitários são metálicos e o nome da estação é escrito em letras maiúsculas em placas esmaltadas.
A estação da linha 13 possui uma abóbada semi-elíptica, forma específica para as antigas estações do Nord-Sud. As telhas e a cerâmicas ocupam o estilo decorativo original com quadros publicitários e entourages do nome da estação de cor verde (tinta utilizada para as estações de correspondência), desenhos geométricos verdes nos pés-direitos e na abóbada, o nome inscrito em faiança branca sobre um fundo azul de pequeno tamanho acima dos quadros de publicidade e muito grande tamanho entre esses quadros, bem como as direções incorporadas na cerâmica sob os tímpanos. As telhas de faiança brancas biseladas recobrem os pés-direitos, a abóbada e os tímpanos. As faixas de iluminação são tubos suspensos e semi-independentes. As plataformas são equipadas com portas de plataforma e não têm assentos devido ao forte fluxo habitual.
Além disso, é a única estação na rede onde a música, neste caso clássica, é transmitida, sem que a razão para essa exceção seja oficialmente conhecida.

### Intermodalidade
A estação é servida pelas linhas 30, 54, 68, 74, 80, 81 e 95 da rede de ônibus RATP e, à noite, pelas linhas N01, N02, N15 e N51 da rede Noctilien.

## Pontos turísticos
- Lycée Jules-Ferry
- Cemitério de Montmartre
- Prefeitura do 17.º arrondissement
- Monument au maréchal Moncey, na place de Clichy

Galeria de fotografias
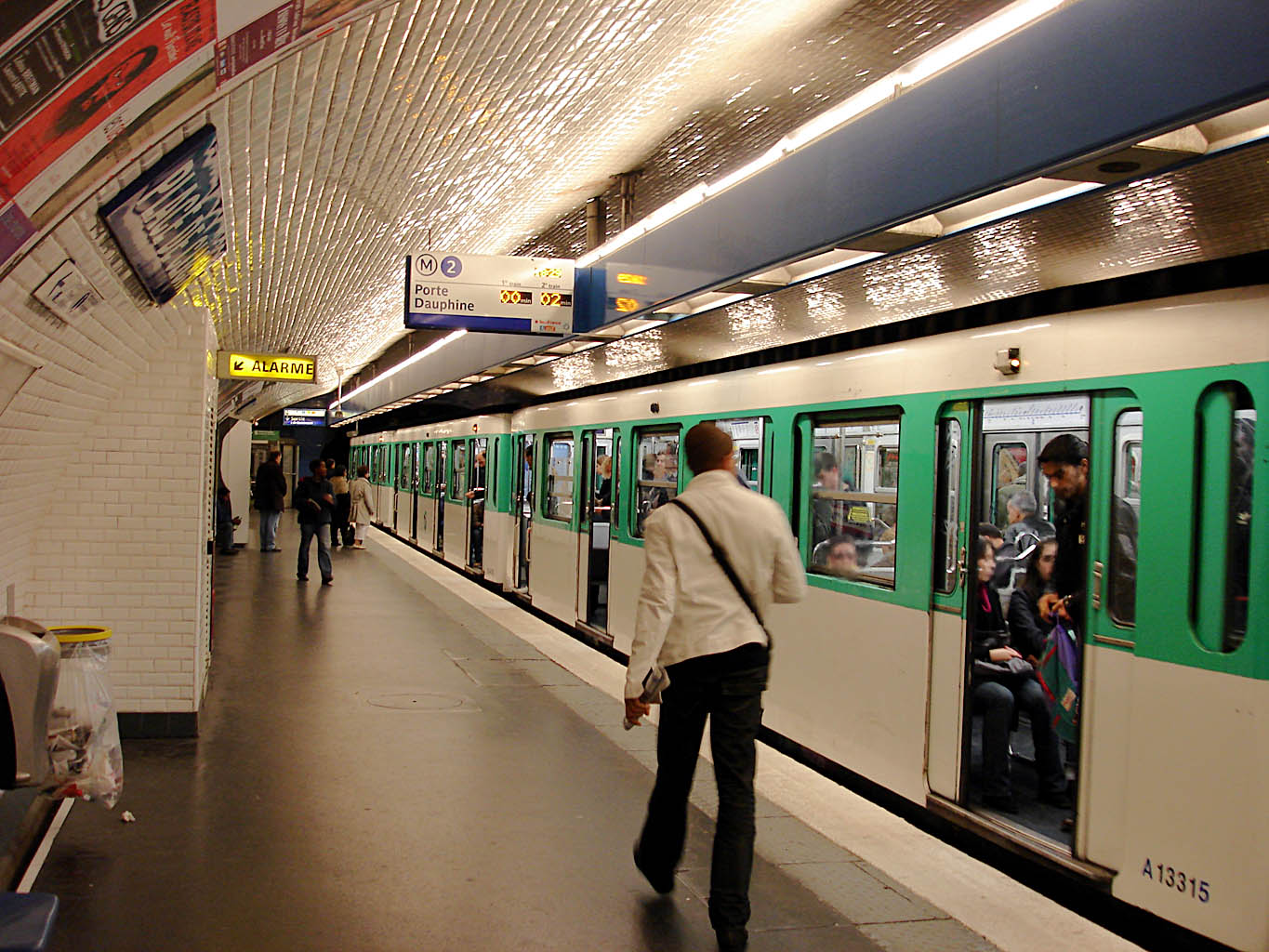
Plataformas da linha 2, direção Porte Dauphine, em outubro de 2008.
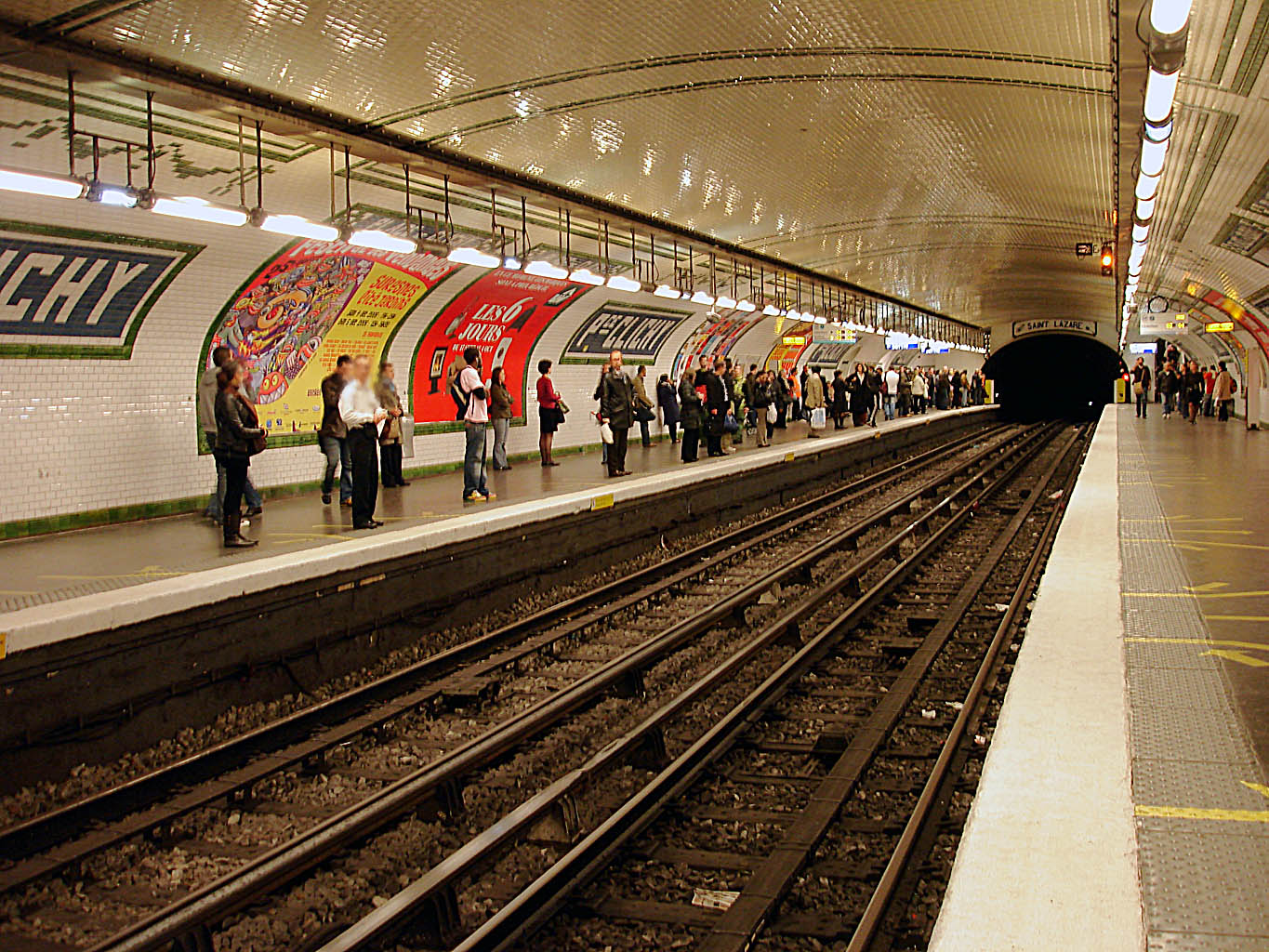
Plataformas da linha 13, em outubro de 2008.